# Heinz Hoffmeister (Bildhauer)

Heinz Hoffmeister

Heinz Hoffmeister (* 24. Juni 1851 in Saarlouis; † 4. März 1894 in Berlin-Grunewald) war ein deutscher Bildhauer, Zeichner, Maler und Schriftsteller.

## Leben und Wirken
Der im preußischen Saarlouis aufgewachsene Hoffmeister begann zunächst eine Ausbildung zum Bildhauer im Atelier der Brüder Carl und Robert Cauer in Bad Kreuznach. Danach wechselte er im Oktober 1869 zur Bildhauerklasse von August Wittig an der Düsseldorfer Kunstakademie, musste aber schon wenige Monate später seinen Kriegsdienst im Deutsch-Französischen Krieg 1870/1871 antreten. Hoffmeister kam als Offizier und dekoriert mit dem Eisernen Kreuz aus diesem Krieg zurück und setzte nun seine Studien an der Berliner Kunstakademie bei Albert Wolff fort.
Ab 1873 entschied sich Hoffmann für den dauerhaften Verbleib in Berlin, wo er nun seinen Hauptwohnsitz und seine Werkstatt einrichtete. Dennoch zog es ihn zu Studienzwecken immer wieder ins nahe und ferne Ausland und er unternahm mehrere Reisen durch Spanien, Nordafrika und den Orient. Viel Zeit verbrachte Hoffmeister vor allem auf Capri, wo er als stetiger Gast in der Künstlervilla Albergo Pagano weilte und auch an der Gestaltung der dortigen Wandgemälde beteiligt war.
Nachdem sich Hoffmeister in seinen Anfangsjahren zunächst durch kleinere Bildnisse und Skulpturen bekannt gemacht hatte, schuf er später eine Reihe von teilweise monumentalen Figuren und Gruppen, die stilistisch vom Klassizismus und in ihrer Formenbehandlung oftmals stark vom Naturalismus geprägt sind. Unter seiner Leitung entstanden in der Folgezeit zahlreiche bedeutende Denkmale, Grabmale, Büsten, Bauplastiken und Medaillen für viele Städte im damaligen Preußen. Zwischendurch trat er aber auch immer wieder als Maler, Zeichner und Schriftsteller von Reiseberichten und Märchen in Erscheinung.

## Werke (Auswahl)
Denkmäler und Skulpturen

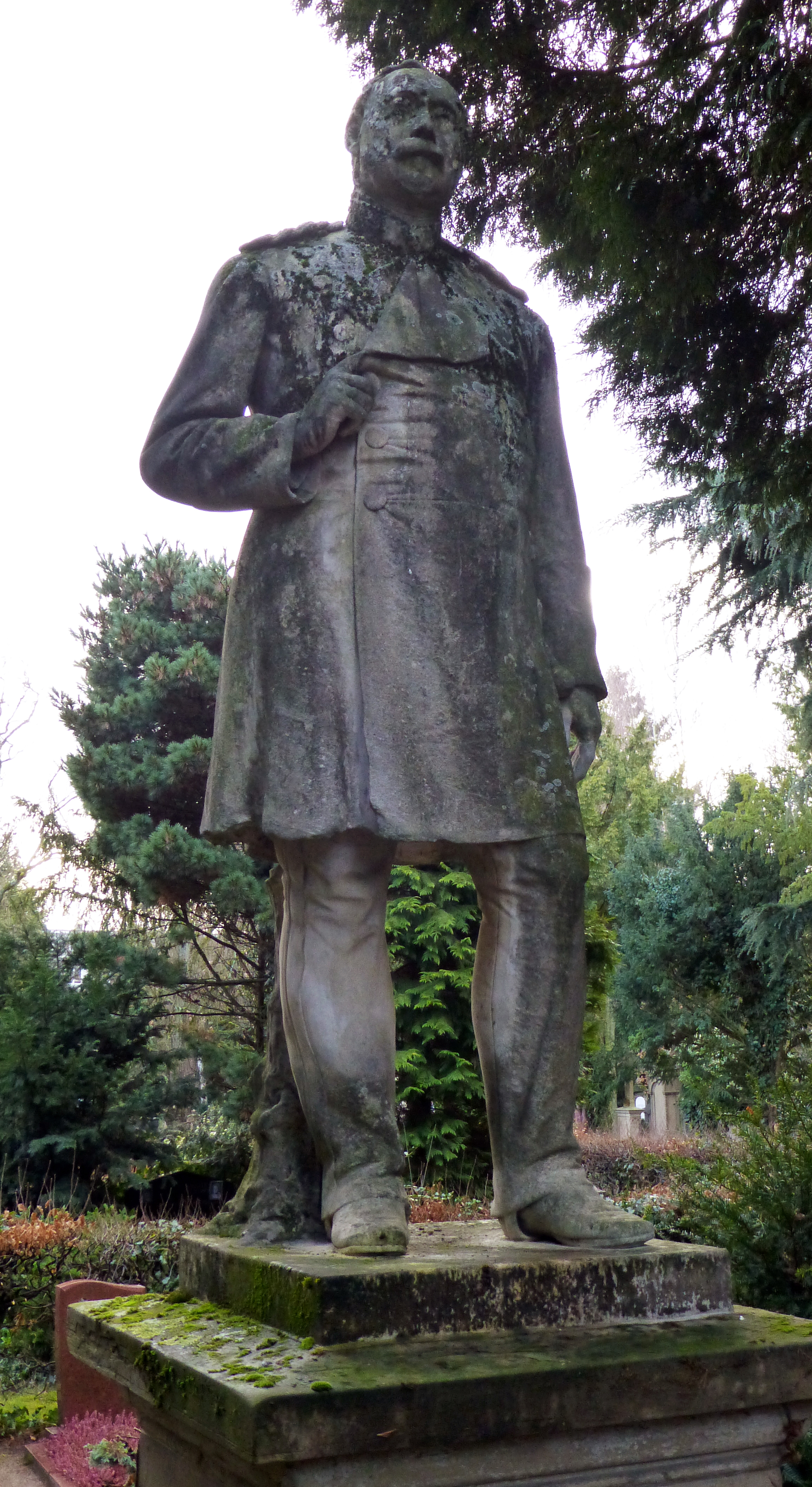
Robert von Frankenberg und Ludwigsdorf - Statue, Köln

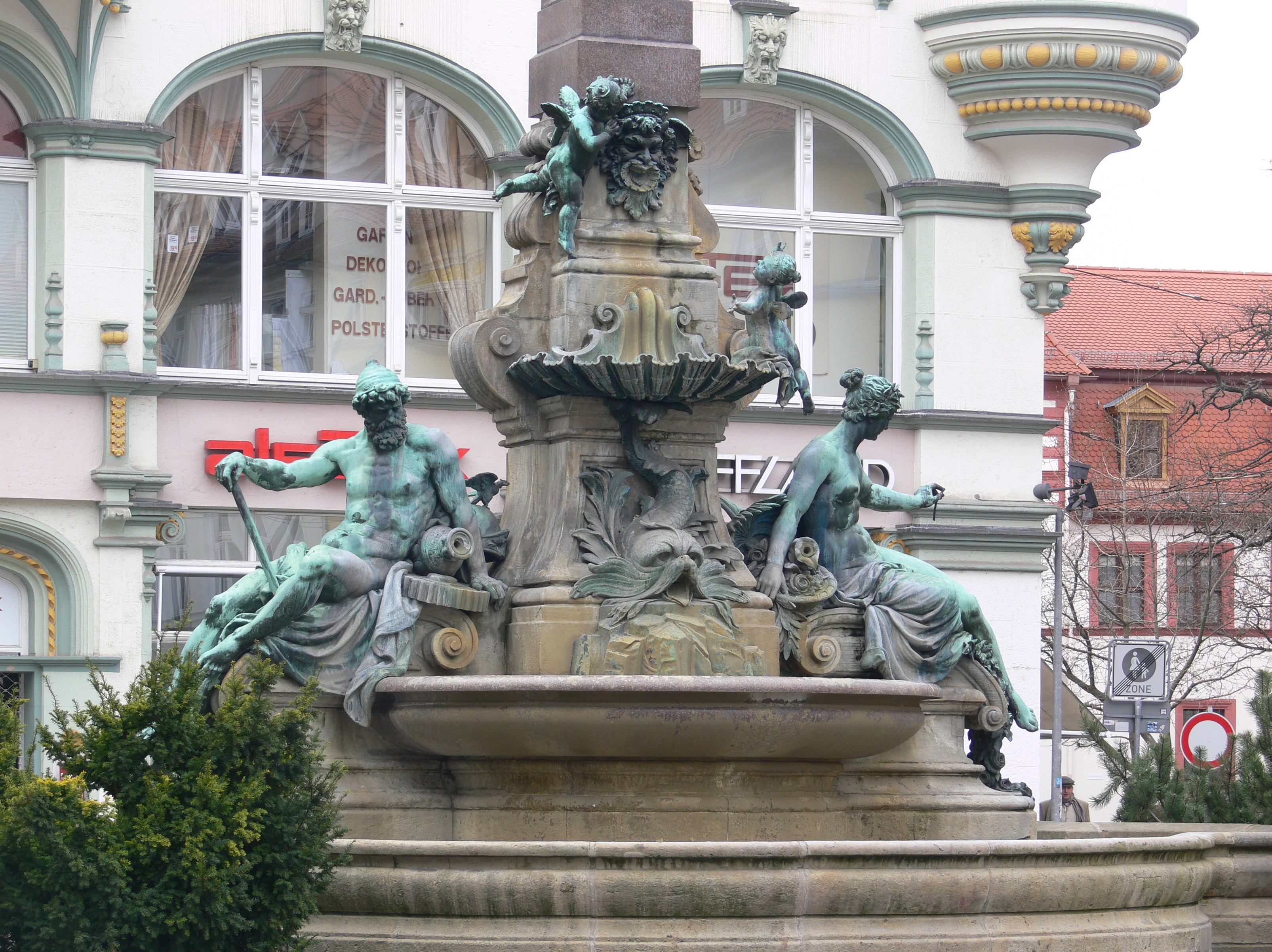
Angerbrunnen Erfurt

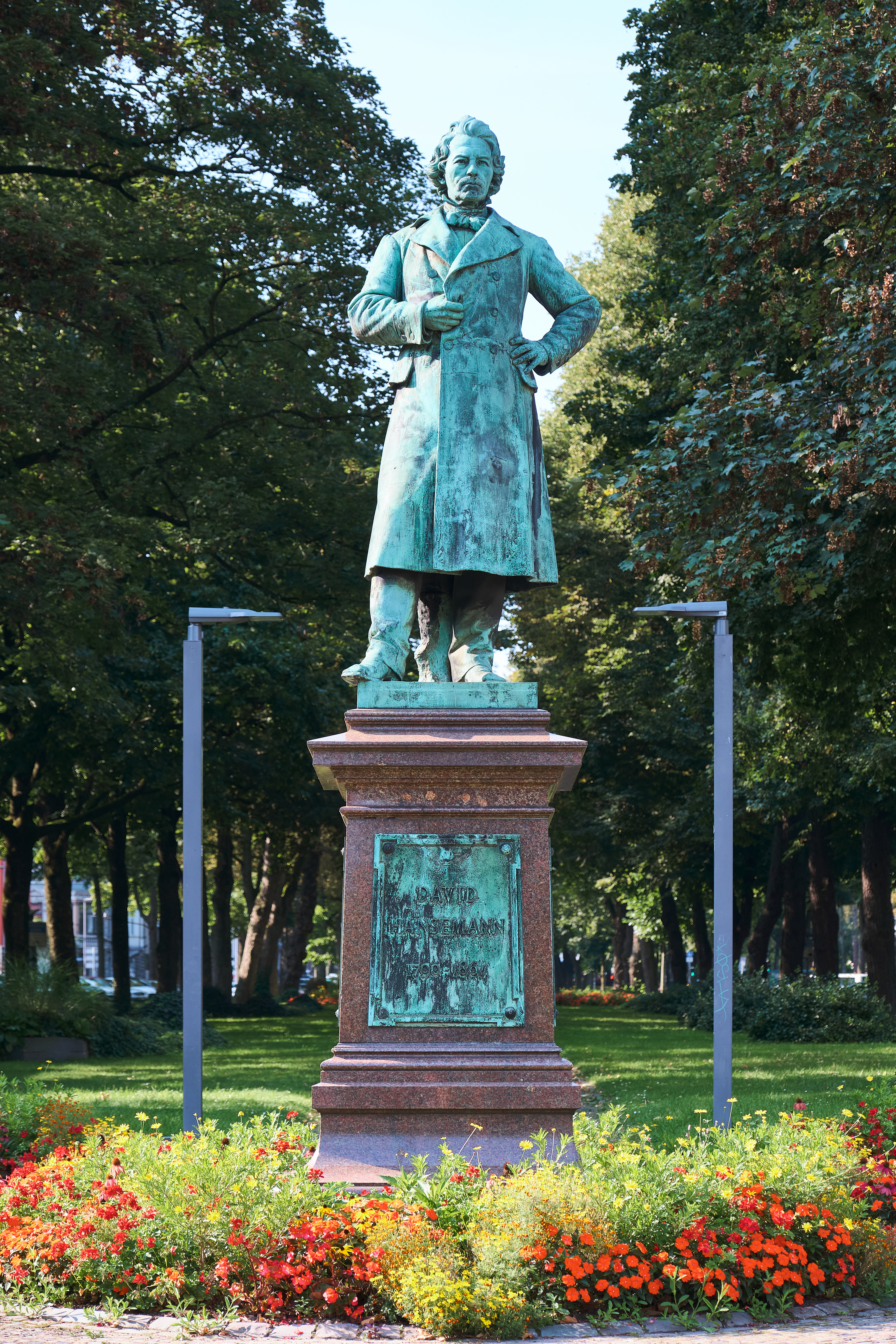
David-Hansemann-Denkmal, Aachen

- Marmorstandbild des Generals Robert Januarius von Frankenberg, Köln Melaten-Friedhof, 1875
- Pfeifender Faun, Bronze-Skulptur, um 1880[2]
- Büste Louis Fréderic Jacques Ravené, um 1880
- Kolossalbüsten Friedrich Graf von Wrangel und August von Goeben in der Ruhmeshalle des Zeughauses zu Berlin, vor 1885
- Neckerei, Skulptur, 1886
- Statuen für den westlichen Angerbrunnen in Erfurt, 1887–1890 – Architekt: Heinrich Stöckhardt. Stilistisch eine Mischung aus Neorenaissance und Frühbarock sowie Formen des Pergamenischen Barocks[3]
- David Hansemann-Denkmal, Aachen, 1888
- Ganymed auf dem Adler des Zeus, Skulptur, 1889
- Moses Mendelssohn-Denkmal, Brunnenanlage, Dessau, 1890 – Architekt: Heinrich Stöckhardt. Es war das einzige öffentliche Denkmal, das seiner Zeit für einen Juden in Deutschland errichtet wurde. 1933 wurde es aus den Bahnhofsanlagen entfernt und zum israelitischen Friedhof in der Steneschen Straße transportiert. Dort wurde es am 9. November 1938 in der Reichskristallnacht völlig zerstört.
- Marmorbüste einer Capreserin, Berliner Nationalgalerie, vor 1890[4]
- Bildnisbüsten der kaiserlichen Familie, u. a. Wilhelm I., Friedrich III., Wilhelm II. und Ehefrau Auguste Viktoria, o. J.
- Büsten u. a. des Dichters Wilhelm Müller, des Komponisten Ludwig van Beethoven, des Herzogs Ernst II. von Sachsen-Coburg-Gotha, o. J.
- Zaun mit Panther, o. J.
- Caritas und Hofnarr, o. J.
- Wandgemälde im Albergo Pagano auf Capri, o. J.

Publikationen
- Kriegsskizzenbuch. 1870/1871, o. A.
- Von Capri nach Jerusalem Richard Wilhelmi, Berlin 1887.
- Durch Südspanien nach Marokko. Tagebuchblätter. Richard Wilhelmi, Berlin 1889 (iiif.lib.harvard.edu).
- Der alte Rabe. Stimmungsbilder. Max Schildberger, Berlin 1891.